# Petrochirus
Genre
Petrochirus est un genre de crustacés décapodes de la famille des Diogenidae (« Bernard-l'hermite »).

## Liste des espèces
Selon World Register of Marine Species (29 décembre 2018) :
- Petrochirus californiensis Bouvier, 1895
- Petrochirus diogenes (Linnaeus, 1758)
- Petrochirus pustulatus (H. Milne Edwards, 1848)